# Giuseppe Petrilli
Giuseppe Petrilli (ur. 24 marca 1913 roku w Neapolu, zm. 13 maja 1999 roku) – włoski polityk, Komisarz ds. Społecznych w pierwszej komisji Waltera Hallsteina (1958–1961).